# 米西苏丹
米西苏丹（法語：Mussy-sous-Dun，法語發音：[mysi su dœ̃]）是法国索恩-卢瓦尔省的一个市镇，属于沙罗勒区。

## 地理
米西苏丹（46°14'3"N, 4°19'47"E）面积10 平方千米，位于法国勃艮第-弗朗什-孔泰大區索恩-卢瓦尔省，该省份为法国中部省份，北起顺时针与科多尔省、汝拉省、安省、罗讷省、卢瓦尔省、阿列省和涅夫勒省接壤。
与米西苏丹接壤的市镇（或旧市镇、城区）包括：瓦雷讷苏丹、昂格吕尔苏丹、沙西尼苏丹、绍法耶、圣拉绍。

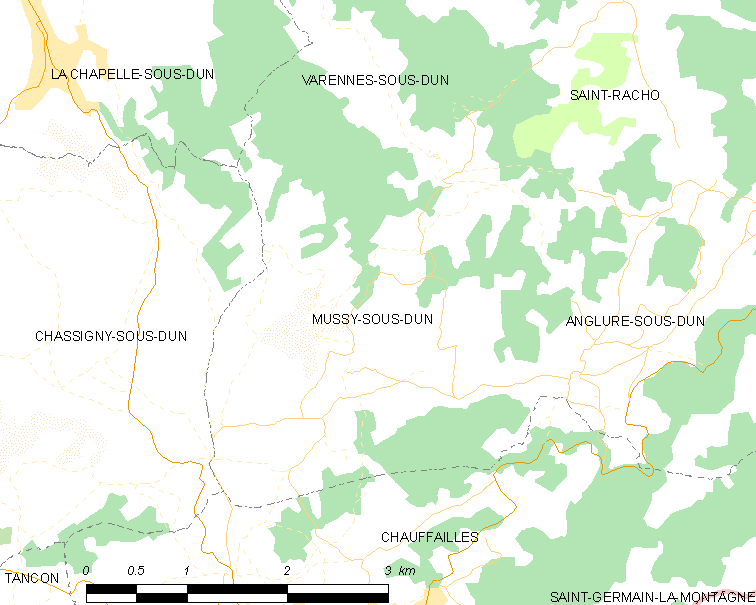
米西苏丹的OSM定位图

米西苏丹的时区为UTC+01:00、UTC+02:00（夏令时）。

## 行政
米西苏丹的邮政编码为71170，INSEE市镇编码为71327。

## 政治
米西苏丹所属的省级选区为绍法耶县。

## 人口

1962-2008年间米西苏丹人口变化图示

米西苏丹于2022年1月1日时的人口数量为330人。